# AN/ALR-69
Das AN/ALR-69 (JETDS-Bezeichnung) ist ein digitales Radarwarnsystem für Kampfflugzeuge. Es wird von dem US-Konzern Raytheon produziert.

## Beschreibung
Das ALR-69, welches auf dem AN/ALR-46 basiert, wurde entworfen, um Piloten von Kampfflugzeugen rechtzeitig vor einer Erfassung durch bodengestützte Radarsysteme zu warnen. Hierzu sind vier Antennen auf der Flugzeugzelle der Trägerplattform angebracht. Das System kann Radarstrahlung im Frequenzbereich von 0,5 bis 20 GHz erfassen und identifizieren. Eine Neuprogrammierung ist ebenfalls möglich, so dass auch neue Radaranlagen identifiziert werden können.
Das System wurde ab 1978 in Serie produziert, wobei über 3.500 Geräte bis zum vorläufigen Produktionsende Ende 2002 ausgeliefert wurden. In der Zwischenzeit wurden eine unüberschaubare Anzahl an Änderungen und Upgrades unternommen, da das System mehrfach an neue Bedrohungen und Erfordernisse angepasst werden musste.
Der dänische Konzern Radartronic A/S hat auf Basis des ALR-69 ein Radarwarnsystem für Hubschrauber entworfen. Dieses System ist auf die Anforderungen des dänischen Militärs zugeschnitten und wird als „ALR-DK“ oder „Mini-69“ bezeichnet. Es wiegt in der Basisausführung ca. 13,6 kg und verzichtet auf einen Teil der Empfängereinrichtungen, wodurch der abgedeckte Frequenzbereich verringert wurde.

### AN/ALR-69A(V)
Das ALR-69A(V) stellt die aktuelle Variante der ALR-69-Serie dar. Vergleicht man es mit dem ursprünglichen System, so sind einzig die Abmessungen und die Anforderungen an die Infrastruktur gleich geblieben, das elektronische System ist praktisch völlig neu entwickelt worden. Daher wurde die Produktionslinien im Jahre 2004 auch wieder angefahren, obwohl diese erst zwei Jahre zuvor geschlossen worden waren. Dieser ungewöhnliche Kurswechsel von Raytheon ist wohl durch den enorm hohen Verbreitungsgrad und das damit verbundene Kundenpotenzial zu erklären.
Das System selbst ist voll digitalisiert und weist keine wesentlichen analogen Komponenten mehr auf. Es wurden moderne Computerkomponenten verwenden, zum Beispiel Glasfaser-Datenleitungen, welche modular aufgebaut sind und ein hohes Maß an Zuverlässigkeit aufweisen. Die Signalverarbeitung erfolgt mittels vier digitaler Signalprozessoren und zwei PowerPC-CPUs. Die Architektur basiert in einigen Bereichen auf dem AN/ALR-67(V)3, welches ebenfalls PowerPC-CPUs nutzt.
Die US Air Force plant eine größere Anzahl von alten ALR-69 durch diese neue Variante zu ersetzen.

## Plattformen
- F-4 Phantom II
- F-16 Fighting Falcon
- C-130 Hercules
- A-10 Thunderbolt II
- Fokker 60